# Belle Starr
Myra Maybelle Shirley Reed Starr (5 de fevereiro de 1848 - 3 de fevereiro de 1889), mais conhecida como Belle Starr, foi uma famosa bandida americana.

## Infância
Nasceu na fazenda de seu pai, perto de Carthage, Missouri, em 5 de fevereiro de 1848. A maioria dos familiares a chamavam de May. O pai, John Shirley, prosperou na criação de trigo, milho, porcos e cavalos, embora fosse considerado a "ovelha negra" de uma família próspera da Virgínia que se mudara para o oeste de Indiana, onde casou-se e divorciou-se duas vezes. A mãe, Elizabeth "Eliza" Hatfield Shirley, era a terceira esposa de John Shirley e parente distante dos Hatfields, da famosa disputa familiar.
May Shirley recebeu uma educação clássica e aprendeu piano, enquanto se formava na Carthage Female Academy do Missouri, uma instituição privada que seu pai havia ajudado a fundar.

## Durante a Guerra Civil
Após um ataque da União à Carthage, em 1864, os Shirleys mudaram-se para Scyene, Texas. Segundo a lenda, foi em Scyene que os Shirley se associaram a vários criminosos nascidos no Missouri, incluindo Jesse James e os irmãos Youngers. De fato, conhecia os rapazes Youngers e James porque havia crescido com eles no Missouri. Seu irmão, John A.M. "Bud" Shirley, foi chamado Capitão Shirley pelos simpatizantes confederados locais. Ele não aparece em nenhuma lista dos Quantrill's Raiders, mas viajou com um grupo que foi chamado de partisans por alguns e bushwhackers pelos simpatizantes da União. Bud Shirley foi morto em 1864 em Sarcoxie, Missouri, enquanto comia na casa de um simpatizante dos Confederados. Tropas da União cercaram a casa e, quando Bud tentou escapar, foi baleado e morto.

## Depois da Guerra Civil
Após a guerra, a família Reed também mudou-se para Scyene, Belle Starr casou-se com Jim Reed, em 1866, depois de ter tido um relacionamento anterior com quando adolescente. Dois anos depois, deu à luz sua primeira filha, Rosie Lee (apelidada de Pearl). Belle sempre teve muito estilo, o que seria utilizado depois para construir sua lenda. Ela costumava usar para cavalgar uma sela lateral para mulheres, vestida com uma roupa de equitação de veludo preto e usando um chapéu de plumas, carregando duas pistolas com cartuchos em seus quadris.

## Casamento
Depois do primeiro casamento, Belle Starr se casou com Sam Starr, um índio cherokee. Logo depois de se casar formou uma gangue e aterrorizou a região.
Belle sempre utilizava sua inteligência e seu charme para seduzir os xerifes que acabavam agindo em seu favor. Essa aura de sedutora fatal criou sua fama entre milhares de pessoas.
Após três casamentos, um dia Belle foi encontrada morta, suspeita-se que o assassino tenha sido seu próprio marido.